# Servië op het Eurovisiesongfestival 2017
Servië nam deel aan het Eurovisiesongfestival 2017 in Kiev, Oekraïne. Het was de 10de deelname van het land aan het Eurovisiesongfestival. De RTS was verantwoordelijk voor de Servische bijdrage voor de editie van 2017.

## Selectieprocedure
De Servische openbare omroep RTS bevestigde op 8 oktober 2016 te zullen deelnemen aan het Eurovisiesongfestival van 2017. Een nationale voorronde werd niet georganiseerd; in plaats daarvan verliep de selectie voor de Servische inzending geheel intern. Op 27 februari 2017 werd bevestigd dat zangeres Tijana Bogićević naar het festival zou worden afgevaardigd. Het Servische lied voor Kiev, getiteld In too deep, werd op 11 maart gepresenteerd aan het grote publiek.

## In Kiev
Servië trad aan in de tweede halve finale, op donderdag 11 mei 2017. Het land eindigde als elfde en wist zich niet te plaatsen voor de finale.
2007 · 2008 · 2009 · 2010 · 2011 · 2012 · 2013 · 2014 · 2015 · 2016 · 2017 · 2018 · 2019 · 2020 · 2021 · 2022 · 2023 · 2024 · 2025
Albanië · Armenië · Australië · Azerbeidzjan · België · Bulgarije · Cyprus · Denemarken · Duitsland · Estland · Finland · Frankrijk · Georgië · Griekenland · Hongarije · Ierland · IJsland · Israël · Italië · Kroatië · Letland · Litouwen · Macedonië · Malta · Moldavië · Montenegro · Nederland · Noorwegen · Oekraïne · Oostenrijk · Polen · Portugal · Roemenië · San Marino · Servië · Slovenië · Spanje · Tsjechië · Verenigd Koninkrijk · Wit-Rusland · Zweden · Zwitserland